# Lisa Omorodion
 (juin 2024).
La mise en forme du texte ne suit pas les recommandations de Wikipédia : il faut le « wikifier ».
Les points d'amélioration suivants sont les cas les plus fréquents :
- Les titres sont pré-formatés par le logiciel. Ils ne sont ni en capitales, ni en gras.
- Le texte ne doit pas être écrit en capitales (les noms de famille non plus), ni en gras, ni en italique, ni en « petit »…
- Le gras n'est utilisé que pour surligner le titre de l'article dans l'introduction, une seule fois.
- L'italique est rarement utilisé : mots en langue étrangère, titres d'œuvres, noms de bateaux, etc.
- Les citations ne sont pas en italique mais en corps de texte normal. Elles sont entourées par des guillemets français : « et ».
- Les listes à puces sont à éviter, des paragraphes rédigés étant largement préférés. Les tableaux sont à réserver à la présentation de données structurées (résultats, etc.).
- Les appels de note de bas de page (petits chiffres en exposant, introduits par l'outil «  Source ») sont à placer entre la fin de phrase et le point final[comme ça].
- Les liens internes (vers d'autres articles de Wikipédia) sont à choisir avec parcimonie. Créez des liens vers des articles approfondissant le sujet. Les termes génériques sans rapport avec le sujet sont à éviter, ainsi que les répétitions de liens vers un même terme.
- Les liens externes sont à placer uniquement dans une section « Liens externes », à la fin de l'article. Ces liens sont à choisir avec parcimonie suivant les règles définies. Si un lien sert de source à l'article, son insertion dans le texte est à faire par les notes de bas de page.
- La présentation des références doit suivre les conventions bibliographiques. Il est recommandé d'utiliser les modèles {{Ouvrage}}, {{Chapitre}}, {{Article}}, {{Lien web}} et/ou {{Bibliographie}}. Le mode d'édition visuel peut mettre en forme automatiquement les références.
- Insérer une infobox (cadre d'informations à droite) n'est pas obligatoire pour parachever la mise en page.

Pour une aide détaillée, merci de consulter Aide:Wikification.
Si vous pensez que ces points ont été résolus, vous pouvez retirer ce bandeau et améliorer la mise en forme d'un autre article.
 (juin 2024).
 (juin 2024).
Pour les articles homonymes, voir Omorodion.
Lisa Omorodio, créditée professionnellement sous le nom de Lisa Omorodion, née le 27 avril 1990 à Londres, est une actrice, productrice de films et entrepreneure nigériane. Elle est surtout connue pour son rôle principal dans le film de 2013 First Cut aux côtés de Joseph Benjamin et Monalisa Chinda,. Elle est également connue pour sa silhouette de grande taille.

## Premières années
Lisa Omorodion est née le 27 avril 1990 à Londres. Son père, d'origine Edo, est ingénieur et fondateur de Hensmor Oil and Gas et sa mère est avocate. Elle est la cinquième enfants d'une fratrie de six.
Lisa Omorodion a fréquenté l'école primaire Corona à Lagos, au Nigéria. Alors qu'elle était à l'école primaire, elle rejoint le club de théâtre de l'école, où sa passion pour les arts se confirme. Par la suite, elle fréquente l'école secondaire Command pendant trois ans, puis l'école secondaire Atlantic Hall, Poka Epe, pendant ses années de lycée, où elle faisait également partie du club de théâtre. Elle a ensuite fréquenté l'Université de Lagos, où elle a obtenu une licence en économie.

## Carrière
Lisa Omorodion a produit et joué dans son premier long métrage First Cut en 2013. Le film a été connu pour avoir sensibilisé la société à des questions sensibles telles que le viol et la violence domestique. La même année, elle fonde Platinum Studios, une société de production cinématographique nigériane. Depuis, elle a produit et joué dans d'autres films tels que Schemers (2015), The Inn (2016) et Karma is Bae (2017). Elle a fait ses débuts d'actrice sur petit écran en 2014 dans la série The Calebasse réalisée par Obi Emelonye. En 2015, elle a commencé à jouer le rôle de Folakemi dans la série télévisée Skinny Girl in Transit, acclamée par la critique, produite par Ndani.

## Vie privée
Lisa Omorodion est directrice du conseil d'administration de Hensmor Oil, une société pétrolière et gazière fondée par son père.

## Prix et reconnaissance
En 2016, Omorodion a reçu le prix de l'actrice la plus prometteuse de l'année décerné par le Nigeria Meritorious Award. Elle a également été reconnue comme l'une des 25 femmes entreprenantes de moins de 25 ans du Nigéria par SME100 Africa en 2016. La même année, elle a été nommée pour l' actrice la plus prometteuse de l'année aux City People Awards.

## Filmographie
(juin 2024).

### Longs métrages
| Year | Title                      | Director                               | Notes                                                               |
| ---- | -------------------------- | -------------------------------------- | ------------------------------------------------------------------- |
| 2013 | First Cut                  | Lisa Omorodion                         | Theatrical released full feature film, produced by Platinum Studios |
| 2014 | Calabash                   | Obi Emelonye                           | Premiered on Africa Magic                                           |
| 2014 | Ikogosi                    | Toka Mcberor                           | Premiered on Africa Magic and irokotv                               |
| 2014 | The Other Side of The Coin | Lancelot Oduwa Imasuen                 | Premiered on ibakatv                                                |
| 2014 | Therapist                  | Lancelot Imasuen                       | Premiered on Ibaka TV                                               |
| 2014 | Open Marriage              | Chico Ejiro                            | Premiered on Africa Magic and irokotv                               |
| 2014 | On a Trip                  | Grace Edwin Okon                       |                                                                     |
| 2014 | Peppersoup                 | Grace Edwin Okon                       |                                                                     |
| 2015 | Schemers                   | Lisa Omorodion                         | Premiered on Africa Magic and Iroko TV                              |
| 2016 | WoEman                     | Damijo Efe Young                       | Premiered on Ibaka TV                                               |
| 2016 | Moth to a Flame            | One Soul                               | Premiered on irokotv                                                |
| 2016 | What a Day                 | Emmanuel Eme                           |                                                                     |
| 2016 | This Very Weekend          | Emmanuel Eme                           | Premiered on Ibaka TV                                               |
| 2016 | The Inn                    | Lisa Omorodion                         | Premiered on ibakatv                                                |
| 2016 | Karma is Bae               | Lisa Omorodion                         | Premiered on Ibaka TV                                               |
| 2016 | The Relationship           | Rukky Sanda                            | Premiered on Ibaka TV                                               |
| 2016 | Whose Meal Ticket          | Grace Edwin Okon                       | Theatrical Release and Premiered on Ibaka TV                        |
| 2016 | Excess Luggage             | Damijo Efe Young                       | Theatrical Release                                                  |
| 2016 | Jofran                     | Okechukwu Oku                          | Premiered on Africa Magic                                           |
| 2016 | The Personal Assistant     | Rukky Sanda                            | Premiered on Iroko TV                                               |
| 2017 | Little Drops of Happy      | Grace Edwin Okon                       | Theatrical Release                                                  |
| 2017 | Your Fada                  | Simon Peacemaker                       | Theatrical Release and Premiered on Ibaka TV                        |
| 2017 | Date Night                 | Mercy Aigbe                            | Premiered on Iroko TV                                               |
| 2017 | Dark Past                  | Chika Ike                              | Premiered on Ibaka TV                                               |
| 2017 | Waiting to Exhale          | Sobe Charles Umeh and Simon Peacemaker | Premiered on Conga TV                                               |
| 2017 | Levi                       | Okechukwu Oku                          |                                                                     |
| 2018 | Ghetto Bred                | Eniola Badmus                          |                                                                     |
| 2018 | The Spell                  | Grace Edwin Okon                       |                                                                     |
| 2018 | Night Bus to Lagos         | Chico Ejiro                            |                                                                     |
| 2019 | Rising Above               | Tope Alake                             |                                                                     |

## Séries télévisées
| Année  | Titre                   | Directeur              | Remarques                                               |
| ------ | ----------------------- | ---------------------- | ------------------------------------------------------- |
| 2014 – | Fille maigre en transit |                        | Produit par Ndani TV ; présenté dans les saisons 1 et 2 |
| 2014   | À propos de demain      | Lancelot Oduwa Imasuen | Première sur Iroko TV                                   |
| 2014   | Famille heureuse        | Elvis Chuks            |                                                         |